# Koji Gyotoku
Koji Gyotoku (行徳 浩二, Gyōtoku Kōji) est un footballeur japonais né le 28 janvier 1965.